# Разиэль-Наор, Эстер
Эсте́р Разиэ́ль-Нао́р (Эстер Розенсон, 29 ноября 1911, Сморгонь — 11 ноября 2002, Иерусалим) — израильский педагог, общественный деятель, депутат кнессета.

## Биография
Родилась в Сморгони в семье педагога иврита Мордехая Разиэля-Розенсона и Блюмы Гордин. Сестра Д.Разиэля. Племянница А.Гордина. В 1914 эмигрировала вместе с родителями и братом в Эрец-Исраэль, куда был приглашен её отец на работу в качестве учителя в школе «Тахкемони» в Тель-Авиве. С началом Первой мировой войны войны семья Розенсонов была депортирована в Египет турками. После восьми лет странствий в 1923 вернулась в Эрец-Исраэль.

Окончила учительский семинар «Левинский» в Тель-Авиве и в 1935 переехала в Иерусалим, где она преподавала в школах Тальпиота.
В 1932 присоединилась к «Бейтару» и была ответственна за организацию «Национальных ячеек».
В 1936 вступила в Эцел, принимала участие в военных операциях. Была первым диктором подпольной радиостанции Эцела (1939). В 1943 вошла в командование Эцела. В 1944 была арестована вместе с мужем Йехудой Наором (один из командиров Эцела) после того, как британская полиция обнаружила у них дома тайную радиостанцию. Освобождена после семи месяцев заключения и арестована вновь после взрыва в гостинице «Царь Давид» (1946).

После создания Государства Израиль — депутат кнессета 1-7-го созывов (1949-73) от партии Херут. В течение многих лет была членом комиссии кнессета по образованию, публиковала статьи в газетах на иврите «Ха-Машкиф» и «Херут».
Она умерла 11 ноября 2002 года и была похоронена в Иерусалиме.